# 京丹波町ケーブルテレビ
京丹波町ケーブルテレビ（きょうたんばちょうケーブルテレビ）は、京都府船井郡京丹波町が運営していた公営ケーブルテレビ局である。

## 概要
合併前の瑞穂町が運営していた「瑞穂ケーブルテレビ」を京丹波町が引き継ぎ運営していたが、2009年3月の町全域をサービスエリアとする条例の制定で「京丹波町ケーブルテレビ」となった。
2020年12月4日、京丹波町は同業のZTV（本社・三重県津市）との間で、当ケーブルテレビの民営化推進事業に関する基本合意書に調印。施設改修の進展により、2021年9月6日以降、ZTVのサービスに切り替わりはじめ、2022年3月31日までにZTVへの移行が完了した。
- 英文名称　 KYOTANBA CABLE TV

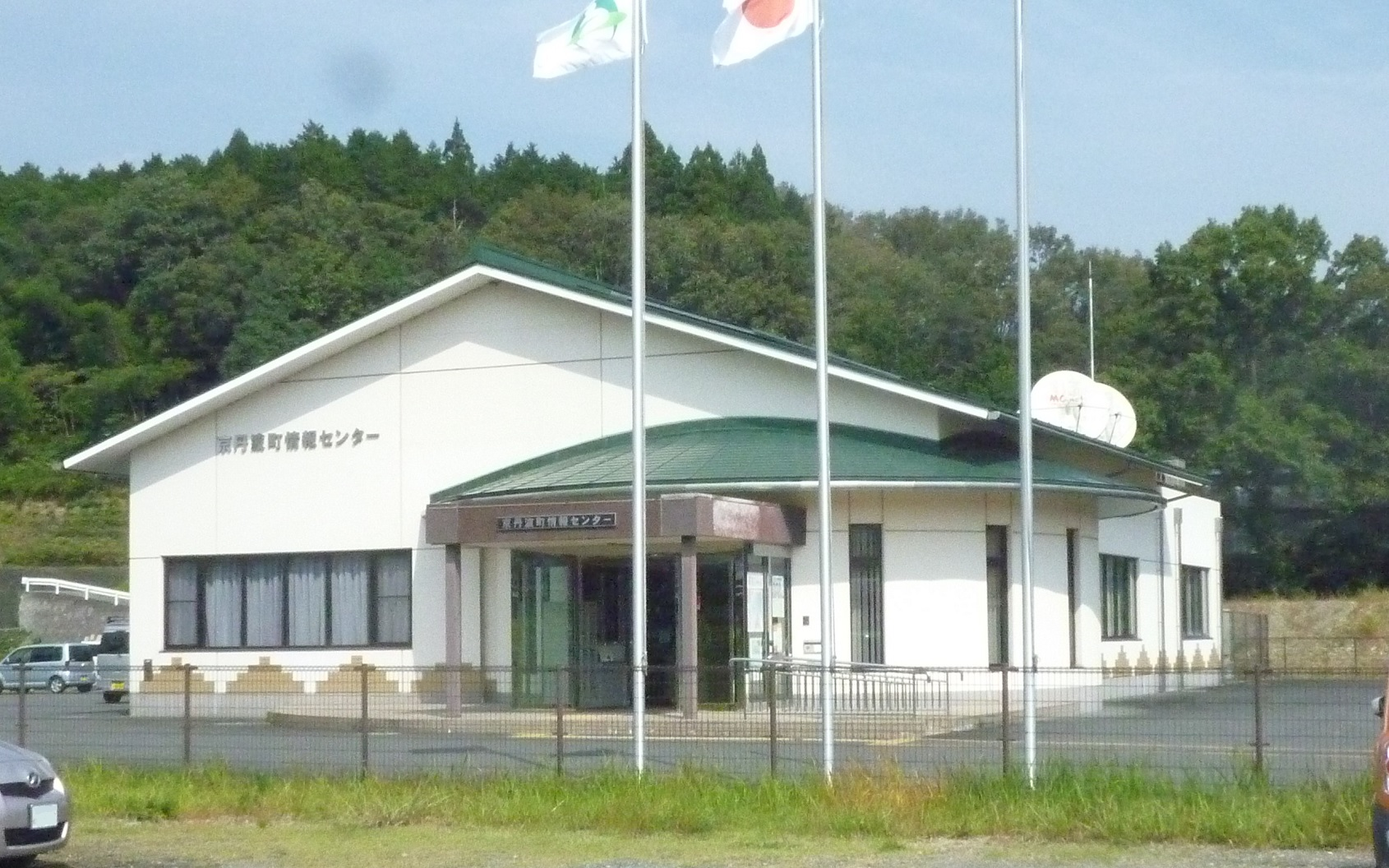
京丹波町ケーブルテレビ局舎　2015年10月撮影

### 局舎所在地

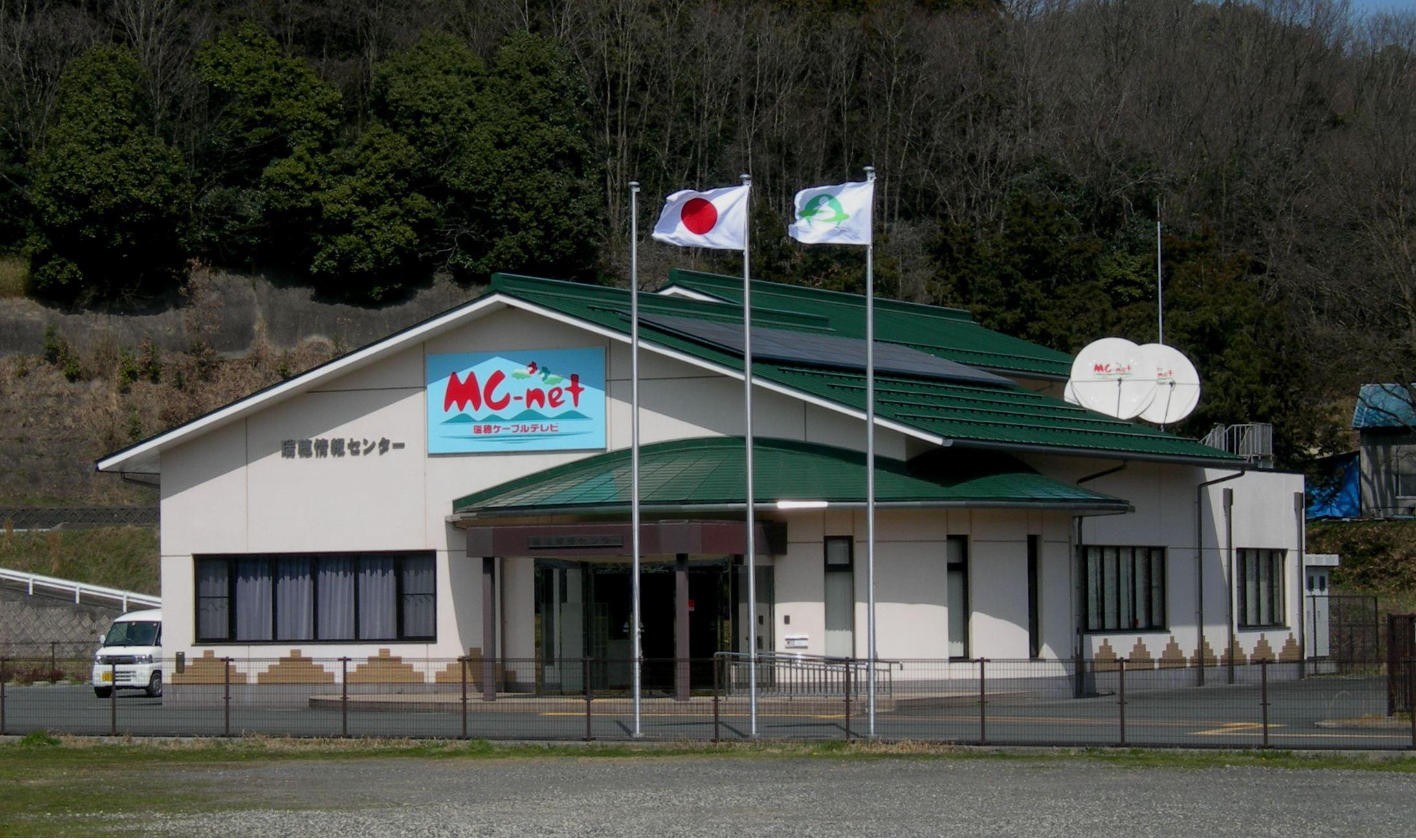
「瑞穂ケーブルテレビ」だった時期の局舎　2009年3月撮影　当時は「瑞穂情報センター」の施設名称と「瑞穂ケーブルテレビ」の看板が掲げられていた

- 京都府船井郡京丹波町和田田中15番地1

### 局舎名称
- 京丹波町情報センター
  - 旧名称は「瑞穂町情報センター」合併前の瑞穂町時代。合併後の京丹波町時代に当該の名称となる。

## サービスエリア
- 京都府船井郡京丹波町

### 町全域整備へのあゆみ
当初、旧瑞穂町域をサービスエリアとしていた。
- 2008年度は、丹波・わち地区にサブセンター施設を整備。
- 2011年4月 全町域でサービス実施の予定とされていた。
- これらのことは、2008年の「広報 京丹波」6月号-9月号により住民説明された。

## 主な放送チャンネル

### テレビ局
| アナログ 旧瑞穂町域 | デジタル     | 放送局                 |
| ------------------- | ------------ | ---------------------- |
|                     | 011          | NHK京都総合            |
|                     | 021          | NHK大阪教育            |
|                     | 041          | 毎日放送               |
|                     | 051          | KBS京都                |
|                     | 061          | 朝日放送               |
|                     | 071          | テレビ大阪             |
|                     | 081          | 関西テレビ             |
|                     | 101          | 読売テレビ             |
|                     | 111          | コミュニティチャンネル |
| BS放送              |              |                        |
|                     | 101(STB必須) | NHK BS                 |
| C43                 | 104          | BS日テレ               |
| C44                 | 151          | BS朝日                 |
| C45                 | 161          | BS-TBS                 |
| C46                 | 171          | BSテレビ東京           |
| C47                 | 181          | BSフジ                 |
| C42                 | 191          | WOWOW                  |
| C53                 | 211          | BS11                   |
| C54                 | 222          | TwellV                 |

- 地上デジタル放送の再送信は、2005年9月から開始された。
- テレビ大阪のデジタル再送信は、2011年7月から開始された。
- 兵庫県に隣接しているものの、サンテレビジョン（3ch）の再配信は行われていない。
- 旧瑞穂町域で実施されているBS放送はホームターミナル・セットトップボックス使用が必須である。

### ラジオ局
| MHz  | 放送局       |
| ---- | ------------ |
| 79.0 | エフエム京都 |
| 80.2 | FM802        |
| 82.8 | NHK京都FM    |
| 85.1 | エフエム大阪 |

- このほかに、音声告知放送が実施されている。

## 通信サービス
- インターネット接続サービス、加入者間無料電話のサービスが実施されている。
  - 「農業情報ネットワーク接続サービス」が実施されていたが、2009年（平成21年）12月末で終了となった。（平成21年3月に制定された条例に明記されていた。）
- インターネット接続サービスは、ZAQが実施している。